# Visjnjavets
Visjnjavets (belarusiska: Вішнявец) är en agropolis i Belarus. Den ligger i Stoŭbtsy rajon i Minsks voblast, i den centrala delen av landet, 80 km sydväst om huvudstaden Minsk. Visjnjavets ligger 173 meter över havet och antalet invånare är 640.

## Natur
Terrängen runt Visjnjavets är platt. Närmaste större samhälle är Stoŭbtsy, 15,0 km norr om Visjnjavets.